# Calendari còsmic

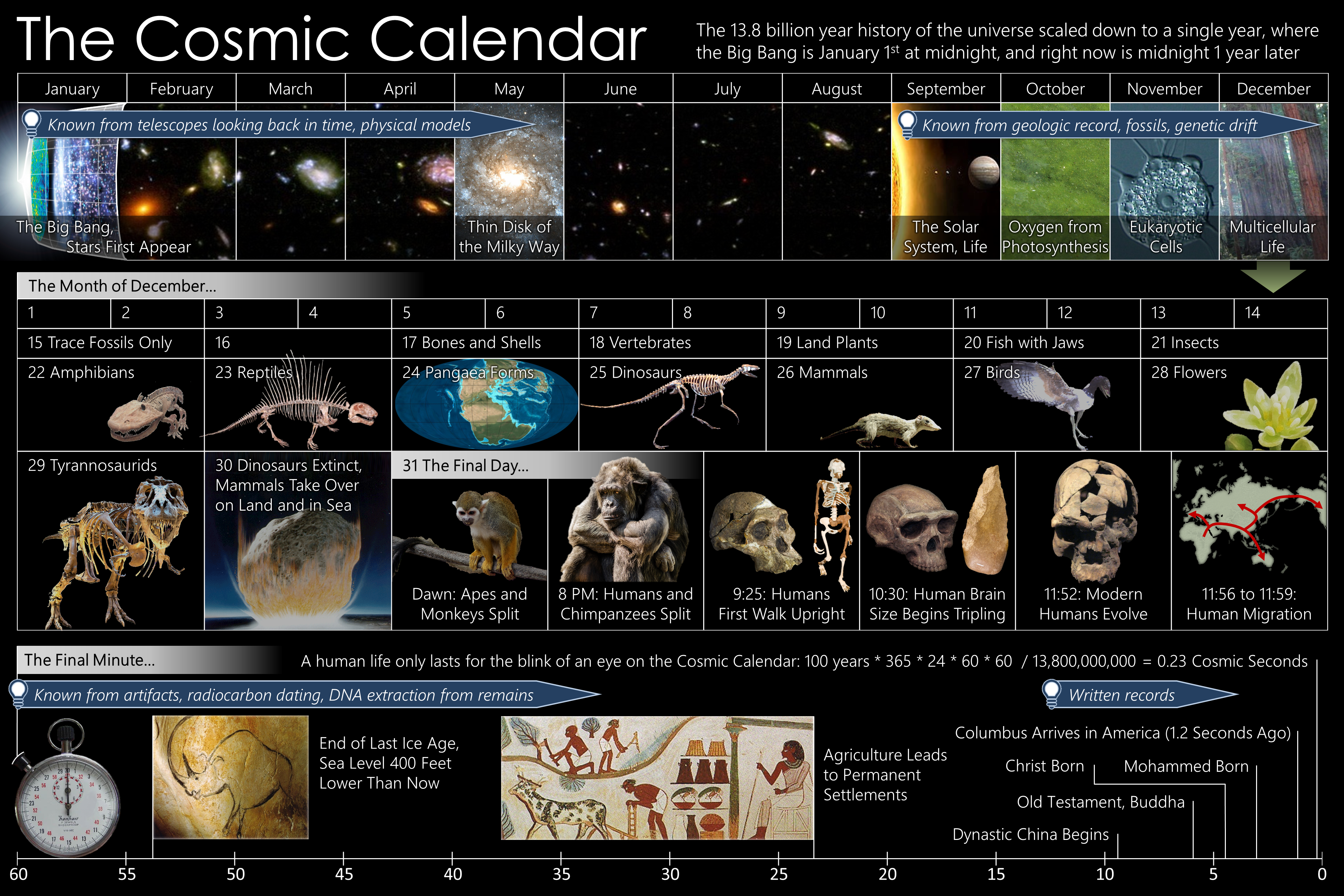
Una vista gràfica del calendari còsmic, amb els mesos de l'any, els dies de desembre i l'últim minut.

El calendari còsmic és una escala per visualitzar la cronologia de l'Univers extrapolant-la a un calendari anual. El calendari redueix la seva edat actual de 13.800 milions d'anys a un sol any per ajudar-lo a intuir-lo amb finalitats pedagògiques en educació o divulgació científica. Serveix per a situar esdeveniments en l'anomenada gran història.
El big-bang va tenir lloc l'1 de gener còsmic, exactament a mitjanit i el moment actual és la mitjanit del 31 de desembre.
A aquesta escala, hi ha 437,5 anys per segon, 1,575 milions d'anys per hora i 37,8 milions d'anys per dia.
En aquest calendari, el sistema solar apareix el 2 de setembre, la vida a la Terra sorgeix el 14 d'aquest mateix mes, el primer dinosaure apareix el 25 de desembre i els primers primats el 30. Els més primitius Homo sapiens apareixen deu minuts abans de la mitjanit de l'últim dia de l'any, i tota la història de la humanitat només ocupa els últims 21 segons. En aquesta escala de temps, l'edat humana mitjana dura uns 0,15 segons.
Aquesta escala va ésser popularitzada per l'astrònom Carl Sagan en el seu llibre Els dracs de l'Edèn i a la sèrie de televisió Cosmos, que ell mateix presentava. Sagan ampliava la comparació en termes de superfície, explicant que si el calendari còsmic s'escalés a la mida d'un camp de futbol, "tota la història de la humanitat ocuparia una àrea de la mida de la mà".

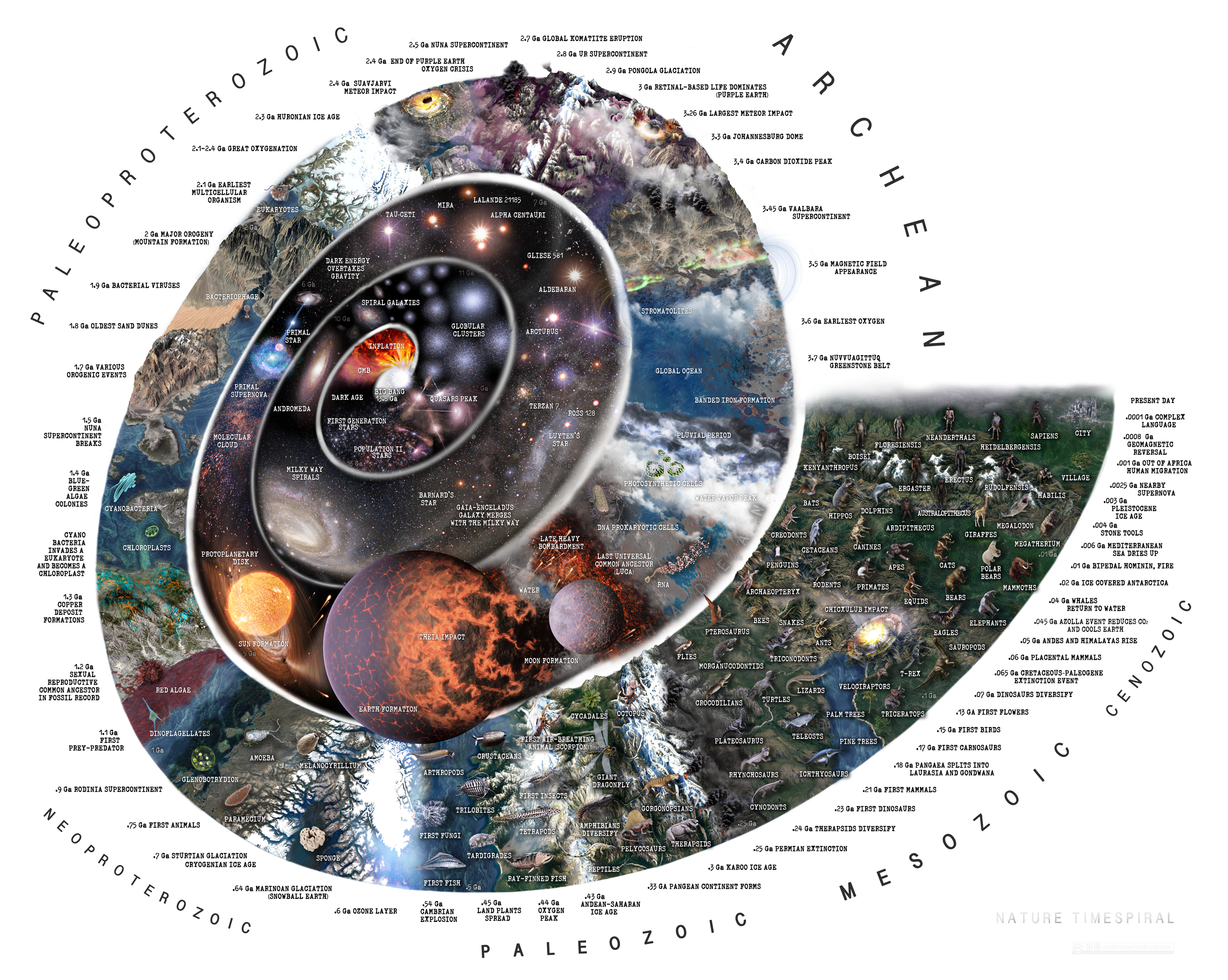
Aquest gràfic mostra en forma d’espiral un resum d’esdeveniments notables des del big-bang fins als nostres dies. Cada mil milions d'anys (Ga) es representa en 90 graus de rotació de l'espiral.

## Any còsmic

### Big-bang
- 1 de gener: big-bang
- 14 de gener esclat dels raigs gamma[3]
- 22 de gener: formació de les primeres galàxies[4]
- 16 de març: es forma la Via Làctia
- 12 de maig: es forma el Disc prim de la Via làctia[5]
- 2 de setembre: es forma el sistema solar[6]
- 6 de setembre: roques datades més antigues de la Terra.[7]

### El naixement de la vida a la Terra
- 14 de setembre: primeres restes conegudes de la vida biòtica (descobertes en roques de 4,1 milions d'anys a l'Austràlia Occidental).[8]
- 21 de setembre: primera vida: Procariotes[9]
- 30 de setembre: Fotosíntesi.[10]
- 29 d'octubre: Oxigenació de l'atmosfera.[11]
- 9 de novembre: Cèl·lules complexes: Eucariotes.[12][13]
- 5 de desembre: primers organismes pluricel·lualrs.[14]
- 7 de desembre: primers animals simples.[15]
- 14 de desembre: primers artròpodes.[16]
- 17 de desembre: primers peixos i protoamfibis.[17][18]
- 20 de desembre:primeres plantes i extinció massiva de l'Ordovicià-Silurià.[19][20]
- 21 de desembre: apareixen els insectes i les llavors.[21][22]
- 22 de desembre: primers amfibis, i extinció del Devonià Superior.[23][24]
- 23 de desembre: primers rèptils.[25]
- 24 de desembre: Extinció del Permià-Triàsic[26][27] (Moren el 57% de totes les famílies biològiques i el 83% de tots els gèneres)
- 25 de desembre: Dinosaures.[28]
- 26 de desembre: Mamífers i Extinció del Triàsic-Juràssic.[29][30]
- 27 de desembre: Ocells (dinosaures alats).[31]
- 28 de desembre: Flors.[32]

### La dominació dels primats
- 30 de desembre: primers primats.[33]
- 30 de desembre, hora 06.24.00: Extinció del Cretaci-Paleogen.[34]
- 31 de desembre, hora 13.30.00: avantpassats dels símis.[35]
- 31 de desembre, hora 14.24.00: apareixen els primers homínids.[36]
- 31 de desembre, hora 22.24.00: humans primitius, eines de pedra.[37][38]
- 31 de desembre, hora 23.44.00: domesticació del foc[39]
- 31 de desembre, hora 23.52.00: Homo Sapiens.[40]
- 31 de desembre, hora 23.55.00: Últim període glacial.[41]
- 31 de desembre, hora 23.58.00: Art prehistòric[42]
- 31 de desembre, hora 23.59.32: Agricultura (Revolució neolítica).[43]

### Comença la història
- 31 de desembre, hora 23.59.50: fi de la prehistòria i el començament de la història, les dinasties a Sumèria, Ebla, Egipte i l'astronomia
- 31 de desembre, hora 23.59.51: s'inventa l'alfabet i la roda.
- 31 de desembre, hora 23.59.52: codi de Hammurabi (Babilònia), Imperi mitjà d'Egipte.
- 31 de desembre, hora 23.59.53: metal·lúrgia del bronze, la cultura micènica, Guerra de Troia. Cultura olmeca
- 31 de desembre, hora 23.59.54: metal·lúrgia del ferro, Imperi Asíric, Regne d'Israel, fundació de Cartago

### Emperadors i déus
- 31 de desembre, hora 23.59.55: naixement de Buda i de Confuci, la Xina de la dinastia Qin, l'Atenes de Pericles, l'imperi de l'Índia de Aśoka, les santes escriptures Rig vedá es completen
- 31 de desembre, hora 23.59.56: la geometria euclidiana, la física d'Arquímedes, l'astronomia de Claudi Ptolemeu, els Jocs Olímpics grecs, l'Imperi Romà, el naixement de Crist
- 31 de desembre, hora 23.59.57: el naixement de Mahoma, el zero i els decimals s'inventen a l'aritmètica índia, Roma cau, les conquistes musulmanes
- 31 de desembre, hora 23.59.58: la civilització maia, la dinastia Sung de la Xina, l'Imperi Romà d'Orient, invasió mongòlica, les croades

### Viatges de descobriments
- 31 de desembre, hora 23.59.59: Viatges de descobriments d'Europa i de la dinastia Ming de la Xina, Colom descobreix Amèrica, el Renaixement a Europa

### L'últim segon
- 31 de desembre, hora 24.00.00: Comença la cultura moderna, el desenvolupament de la ciència i la tecnologia, la Revolució francesa, la Primera Guerra Mundial, la Segona Guerra Mundial, l'Apol·lo 11 arriba a la Lluna, la nau espacial d'exploració planetària, la cerca de vida extraterrestre

## Història de la terra en un dia
De forma anàloga, altres iniciatives han representat la història de la Terra en un sol dia:
| Hora                | Esdeveniment                                      |
| ------------------- | ------------------------------------------------- |
| 0 h 0 min           | Origen de la Terra                                |
| 1 h 36 min          | Minerals més antics que es coneixen               |
| 3 h 42 min          | Origen de la vida                                 |
| 5 h 18 min          | Primers microorganismes fotosintètics             |
| 6 h 24 min          | Primers diamants                                  |
| 9 h 0 min           | Primers cianobacteris                             |
| 10 h 6 min          | L'atmosfera ja és rica en oxigen                  |
| 11 h 42 min         | Primera glaciació coneguda                        |
| 13 h 18 min         | Primers organismes amb respiració aeròbica        |
| 14 h 24 min         | El cràter meteorític més antic conegut actualment |
| 16 h 30 min         | Apareix el nucli cel·lular                        |
| 19 h 42 min         | Primers organismes heteròtrofs i depredadors      |
| 20 h 24 min         | Primers organismes pluricel·lulars                |
| 20 h 40 min         | Formació de Pangea I                              |
| 20 h 42 min         | Període més fred de la història de la Terra       |
| 21 h 18 min         | Primers peixos                                    |
| 22 h 0 min          | Primers amfibis i primers arbres                  |
| 22 h 24 min         | Formació de Pangea II                             |
| 22 h 36 min         | La major extinció de la història                  |
| 22 h 53 min         | Primers mamífers                                  |
| 22 h 56 min         | Inici de la fragmentació de Pangea II             |
| 23 h 12 min         | Primeres aus                                      |
| 23 h 18 min         | Primeres flors                                    |
| 23 h 38 min         | S'inunden quasi la meitat dels continents         |
| 23 h 39 min         | Extinció dels dinosaures                          |
| 23 h 50 min         | Primers simis                                     |
| 23 h 58 min         | Primers homínids                                  |
| 23 h 59 min 0,00 s  | El primer Homo                                    |
| 23 h 59 min 59,82 s | Construcció de les piràmides d'Egipte             |
| 23 h 59 min 59,98 s | Cristòfor Colom descobreix Amèrica                |
| 24 h 0 min 0,00 s   | Ara mateix                                        |